# هنري هارون
هنري جاكوب هارون (بالإنجليزية: Henry Jacob Aaron)‏ هو محلل سياسي أمريكي وخبير اقتصادي، وبروفيسور في برنامج الدراسات الاقتصادية في مؤسسة بروكينغز، حيث تم توظيفه منذ عام 1968. شغل هارون منصب مدير البرنامج من عام 1990 حتى عام 1996.
ترشح هارون إلى المجلس الاستشاري للضمان الاجتماعي (SSAB) من قبل الرئيس باراك أوباما، وتلقى تأكيدًا لهذا المنصب من مجلس الشيوخ الأمريكي في عام 2014. ويشغل حاليًا منصب رئيس مجلس إدارة المجلس الاستشاري للضمان الاجتماعي SSAB. كما أيّد لنظام الرعاية الصحية ذو الدافع الواحد، على الرغم من أنه شكك في جدوى تنفيذه في الولايات المتحدة.

## حياته المهنية والتعليمية
تخرّج هنري من جامعة كاليفورنيا، في لوس أنجلوس وحصل على درجة الدكتوراه في الاقتصاد من جامعة هارفارد من عام 1967 حتى عام 1989، بالإضافة إلى دوره في مؤسسة بروكينغز، كما درس في جامعة ميريلاند. ومن عام 1996-1997 ، كان آرون زميل غوغنهايم في مركز الدراسات المتقدمة في العلوم السلوكية في جامعة ستانفورد. وفي الفترة من 1997 إلى 1998، شغل منصب السكرتير المساعد للتخطيط والتقييم في وزارة الصحة والتعليم والرعاية الأمريكية، وفي العام التالي ترأس المجلس الاستشاري للضمان الاجتماعي. وحصل على جائزة روبرت م. روبرت عام 2007 لإنجازاته البارزة في مجال التأمينات الاجتماعية.
وفي 8 سبتمبر 2014، رُشّح هارون من قبل الرئيس أوباما ليكون رئيس المجلس الاستشاري للضمان الاجتماعي من قبل مجلس الشيوخ بتصويت 54-43.
كتب آرون دعمًا لزيادة تقنين الرعاية الصحية في الولايات المتحدة.

## الانتماءات
حصل هارون على عضوية الأكاديمية الوطنية للطب بالولايات المتحدة الأمريكية، والأكاديمية الأمريكية للفنون والعلوم واللجنة الاستشارية لمعهد ستانفورد لبحوث السياسة الاقتصادية. وكان نائبًا للرئيس وعضوًا في اللجنة التنفيذية لرابطة الاقتصاد الأمريكية ورئيسًا للجمعية العامة للسياسات والإدارة. كما عمل في مجلس أمناء جامعة جورجتاون ومجلس إدارة صندوق الأسهم التقاعدية للكلية. وهو عضو أيضًا في مجلس إدارة مركز أولويات الموازنة والسياسة.

## روابط خارجية
- Roberts، Russ (15 نوفمبر 2007). "Henry Aaron on Health Care Costs". EconTalk. Library of Economics and Liberty. مؤرشف من الأصل في 2018-01-17.